# کلش‌هالوم
کِلِش‌هالوم (به مجاری:  Kéleshalom) یک منطقهٔ مسکونی در مجارستان است که در ناحیه یانوش‌هالما واقع شده‌است. کلش‌هالوم ۶۱٫۶۳ کیلومتر مربع مساحت و ۴۳۴ نفر جمعیت دارد.